# 黃鮰
黃鮰（学名：Ameiurus natalis；英语：Yellow bullhead）為鮰属的一種，分布於美國紐約州至墨西哥北部的淡水流域，體長可達47公分，棲息在流動緩慢的溪流、湖泊、池塘，可作為遊釣魚。

## 擴展閱讀
維基物種上的相關：黃鮰